# Лангон, Рональд
Ро́нальд Арту́ро Атаи́дес Ланго́н (исп. Ronald Arturo Ataides Langón, 6 августа 1939, Мело — 31 августа 2021) — уругвайский футболист, игравший на позиции полузащитника. Участник чемпионата мира 1962 года в составе национальной сборной Уругвая.

## Клубная карьера
В 1960 году дебютировал в профессиональном футболе за команду «Дефенсор Спортинг». В 1964 году перешёл в «Насьональ». В том же году в составе своей команды вышел в финал Кубка Либертадорес 1964 года против «Индепендьенте», однако он был проигран со счётом 1:0 по сумме двух матчей, а сам Лангон на поле не выходил. В сезоне 1965 года провёл 7 матчей и забил 1 гол, а его команда стала вице-чемпионом страны. С 1966 по 1969 год защищал цвета клубов «Рампла Хуниорс» и «Уракан Бусео».
В 1970 году подписал контракт с венесуэльским клубом «Депортиво Галисия». В своём первом сезоне за клуб уругваец внёс вклад в завоевание командой чемпионского титула, забив 13 голов по ходу сезона. В конце карьеры выступал за другой венесуэльский клуб, «Тикире Арагуа».

## Карьера в сборной
29 ноября 1961 года дебютировал в составе национальной сборной Уругвая в товарищеском матче против СССР (1:2). Принял участие на чемпионате мира 1962 года в Чили. Сыграл на групповом этапе в матче против Колумбии (2:1). Последний матч за сборную провёл 15 мая 1966 года против Парагвая (2:2). В течение карьеры в национальной команде, которая длилась 6 лет, провёл в её форме 11 матчей.

## Достижения
«Насьональ»
- Финалист Кубка Либертадорес: 1964

«Депортиво Галисия»
- Чемпионат Венесуэлы: 1970